# Пимено-Черні
Пимено-Черні (рос. Пимено-Черни) — хутір у Котельніковському районі Волгоградської області Російської Федерації.
Населення становить 1088  осіб. Входить до складу муніципального утворення Пимено-Чернянське сільське поселення.

## Історія
Хутір розташований у межах українського історичного та культурного регіону Жовтий Клин.
Згідно із законом від 14 березня 2005 року № 1028-ОД органом місцевого самоврядування є Пимено-Чернянське сільське поселення.

## Населення
| 1859 | 2010  |
| ---- | ----- |
| 149  | ↗1088 |